# Spoorlijn Ormoy-Villers - Mareuil-sur-Ourcq
De Spoorlijn Ormoy-Villers - Mareuil-sur-Ourcq was een Franse spoorlijn van Ormoy-Villers naar Mareuil-sur-Ourcq. De lijn was 21,5 km lang en heeft als lijnnummer 227 000.

## Geschiedenis
De lijn werd aangelegd door de Compagnie des chemins de fer du Nord en geopend op 20 september 1894. Reizigersverkeer werd opgeheven in 1939, goederenverkeer tussen Antilly en Mareuil-sur-Ourcq was er tot 1950. In 1973 is het gedeelte tussen Betz en Antilly gesloten, gevolgd door het gedeelte tussen Ormoy-Villers en Betz in 1992.

## Aansluitingen
In de volgende plaatsen is of was er een aansluiting op de volgende spoorlijnen:
Ormoy-Villers
RFN 229 000, spoorlijn tussen La Plaine en Anor
RFN 231 306, raccordement van Ormoy-Villers
RFN 232 000, spoorlijn tussen Ormoy-Villers en Boves
Mareuil-sur-Ourcq
RFN 072 000, spoorlijn tussen Trilport en Bazoches